# Південне кладовище (Уфа)
Південний цвинтар (рос. Южное кладбище) — розташоване поблизу села Вавілово. Площі відведені розпорядженням Уфимської міської Ради народних депутатів від 1977 року.

## Адреса
м. Уфа, вул. Ахметова, 400 к3. Добиратися автобусом 261б від Південного автовокзалу Уфи.

## Меморіал загиблим в авіакатастрофі над Боденським озером
На території кладовища 13 липня 2003 року відкрито меморіал загиблим в авіакатастрофі над Боденським озером, що сталася в ніч на 2 липня 2002 року. Меморіал виконаний Рамзитом Маскуловим, який став згодом головним архітектором Уфи, у формі стели з стовпів білого та чорного мармуру, що символізують життя і смерть (за іншими версіями — слід злітаючого і падаючого літака), навколо яких спіраллю йдуть в небо золоті літачки, що символізують душі загиблих.

## На цвинтарі поховані
- Абдуллін Мансур Ідіатович, Герой Радянського Союзу.
- Доброріз Василь Павлович, Герой Радянського Союзу.
- Ферін Михайло Олексійович, радянський господарський діяч.
- Михайлов Олександр Якович, Герой Радянського Союзу.
- Томаров Василь Олександрович, Герой Радянського Союзу.
- Нігамедзянов Емір Анварович (23 серпня 1950, Ішимбай, БАРСР — 7 грудня 2006, Уфа) — російський політик. Генерал-майор ФСБ.
- Філіппов Олександр Павлович (7 листопада 1932 — 15 жовтня 2011) — поет, перекладач, літератор, народний поет Республіки Башкортостан.
- Кулаков Петро Афанасійович, Герой Радянського Союзу.
- Коновалов Леонід Леонідович (5 травня 1930 — 2 травня 1981) — брав участь у будівництві і розвитку м. Норильськ. Шахіст.